# Assem Marei
Pour les articles homonymes, voir Marei.
Assem Ahmed Marei (en arabe : عاصم مرعي), né le 16 juin 1992 à Gizeh en Égypte, est un joueur de basket-ball égyptien évoluant au poste de pivot pour les Changwon LG Sakers en Korean Basketball League (KBL).

## Biographie

### Jeunesse et formation
Assem Marei est né le 16 juin 1992 à Gizeh, en Égypte. Encouragé par son père, Ahmed Marei, ancien basketteur professionnel ayant participé aux Jeux olympiques d'été de 1984 à Los Angeles avec l'équipe nationale égyptienne, Assem commence à jouer au basket-ball à l'âge de 8 ans et rejoint l'équipe nationale égyptienne à 16 ans.

### Carrière universitaire
En 2011, Marei rejoint les Mavericks de Minnesota State aux États-Unis, où il étudie pendant 4 ans et joue pendant trois saisons. Durant sa dernière année universitaire (2014-2015), il est titulaire lors des 32 matchs de la saison, menant son équipe avec une moyenne de 19,6 points et 8,9 rebonds par match. Il est nommé dans la First Team All-NSIC et reçoit les honneurs de la Daktronics Central Region First Team et de la NABC Central Region First Team
. Au cours de sa carrière universitaire, il se classe sixième meilleur marqueur (1 600 points), septième en rebonds (787) et deuxième en contres (161) de l'histoire de son'université.

### Carrière professionnelle

#### Zamalek SC (2010-2011)
Avant de rejoindre les États-Unis, Marei joue pour le Zamalek SC en Égypte lors de la saison 2010-2011.

#### BC Šiauliai (2015-2016)
En septembre 2015, après avoir terminé son parcours universitaire, il signe avec le club lituanien du BC Šiauliai, évoluant en LKL.

#### Medi Bayreuth (2016-2018)
À l'été 2016, il se voit offrir la possibilité de jouer la Summer League avec les Knicks de New York. Il prendra part à 3 rencontres avec 5 minutes de temps de jeu moyen. N'ayant pas convaincu aux USA, il rejoint le club allemand du Medi Bayreuth en Basketball-Bundesliga (BBL), le 17 juin 2016 pour un contrat d'une durée de 1 an. Il prolonge son contrat avec l'équipe le 22 mai 2017.

#### Pınar Karşıyaka (2018-2019)
Le 19 juillet 2018, Marei signe avec le club turc du Pınar Karşıyaka, participant à la Basketbol Süper Ligi (BSL). Il est nommé MVP de la saison 2018-2019 après avoir affiché des moyennes de 17,4 points et 9,6 rebonds par match en saison régulière.

#### Brose Bamberg (2019-2020)
Le 21 juillet 2019, il retourne en Allemagne en signant un contrat de deux ans avec le Brose Bamberg. Durant son passage, il enregistre en moyenne 10,1 points et 6,0 rebonds par match.

#### Metropolitans 92 (2020)
Le 21 septembre 2020, Marei rejoint les Metropolitans 92 en LNB Pro A en France.

#### Galatasaray SK (2020-2021)
Le 29 décembre 2020, il retourne en Turquie en signant avec le Galatasaray SK, participant à la BSL.

#### Changwon LG Sakers (depuis 2021)
En 2021, Marei s'engage avec les Changwon LG Sakers en Korean Basketball League (KBL), où il évolue actuellement.

### Carrière internationale
Marei a représenté l'équipe nationale égyptienne lors de plusieurs compétitions internationales, dont les AfroBasket en 2011, 2013 et 2015. Lors de l'AfroBasket 2013, il se distingue en terminant meilleur rebondeur du tournoi avec une moyenne de 11,6 rebonds par match et est sélectionné dans l'équipe-type du tournoi.

## Palmarès

### En club
- MVP de la Basketbol Süper Ligi : 2019
- Meilleur rebondeur de la FIBA Europe Cup : 2019
- Sélectionné au BBL All-Star Game : 2018
- Meilleur rebondeur de la Lietuvos K

### Statistiques
Les statistiques de Assem Marei sont les suivantes :

### Universitaires
| Saison    | Équipe                    | Matchs | Titul. | Min./m | % Tir | % 3pts | % LF | Rbds/m. | Pass/m. | Int/m. | Ctr/m. | Pts/m. |
| --------- | ------------------------- | ------ | ------ | ------ | ----- | ------ | ---- | ------- | ------- | ------ | ------ | ------ |
| 2012-2013 | Minnesota State Mavericks | 33     | -      | 22.5   | 55.6  | 0.0    | 59.9 | 7.3     | 1.1     | 0.8    | 1.6    | 13.6   |
| 2013-2014 | Minnesota State Mavericks | 32     | -      | 23.6   | 59.0  | 0.0    | 55.5 | 7.8     | 1.2     | 0.7    | 1.7    | 16.3   |
| 2014-2015 | Minnesota State Mavericks | 32     | -      | 25.4   | 61.8  | 0.0    | 57.7 | 8.9     | 1.2     | 0.8    | 1.7    | 19.6   |
| Carrière  | NCAA DII                  | 97     | -      | 23.8   | 59.1  | 0.0    | 57.7 | 8.1     | 1.2     | 0.8    | 1.7    | 16.5   |

### Professionnelles

#### Saison régulière
| Saison       | Équipe             | Matchs | Titul. | Min./m | % Tir | % 3pts | % LF | Rbds/m. | Pass/m. | Int/m. | Ctr/m. | Pts/m. |
| ------------ | ------------------ | ------ | ------ | ------ | ----- | ------ | ---- | ------- | ------- | ------ | ------ | ------ |
| 2015-2016    | BC Šiauliai        | 29     | -      | 24.8   | 53.8  | 0.0    | 54.9 | 7.8     | 1.1     | 1.1    | 0.8    | 12.1   |
| 2016-2017    | Medi Bayreuth      | 32     | -      | 22.2   | 54.0  | 25.0   | 62.8 | 7.1     | 1.4     | 1.1    | 0.8    | 11.6   |
| 2017-2018    | Medi Bayreuth      | 29     | -      | 19.7   | 60.3  | -      | 60.3 | 6.7     | 1.3     | 1.2    | 2.7    | 12.2   |
| 2018-2019    | Pınar Karşıyaka    | 28     | -      | 28.9   | 62.9  | 0.0    | 60.8 | 9.9     | 1.8     | 1.0    | 3.0    | 17.9   |
| 2019-2020    | Brose Bamberg      | 21     | -      | 18.0   | 64.3  | -      | 50.7 | 5.9     | 1.8     | 0.7    | 2.2    | 11.3   |
| 2020-2021    | Boulogne-Levallois | 7      | -      | 18.9   | 67.4  | -      | 59.1 | 5.9     | 1.7     | 0.6    | 2.3    | 10.1   |
| 2020-2021    | Galatasaray        | 11     | -      | 17.3   | 54.7  | -      | 62.5 | 4.8     | 0.9     | 0.7    | 2.6    | 7.3    |
| Carrière Pro | Carrière Pro       | 160    | -      | 22.8   | 58.2  | 10.5   | 60.0 | 7.5     | 1.4     | 0.9    | 2.0    | 14.2   |